# TNNC2
TNNC2‏ (Troponin C2, fast skeletal type) هوَ بروتين يُشَفر بواسطة جين TNNC2 في الإنسان.